# ペガソ

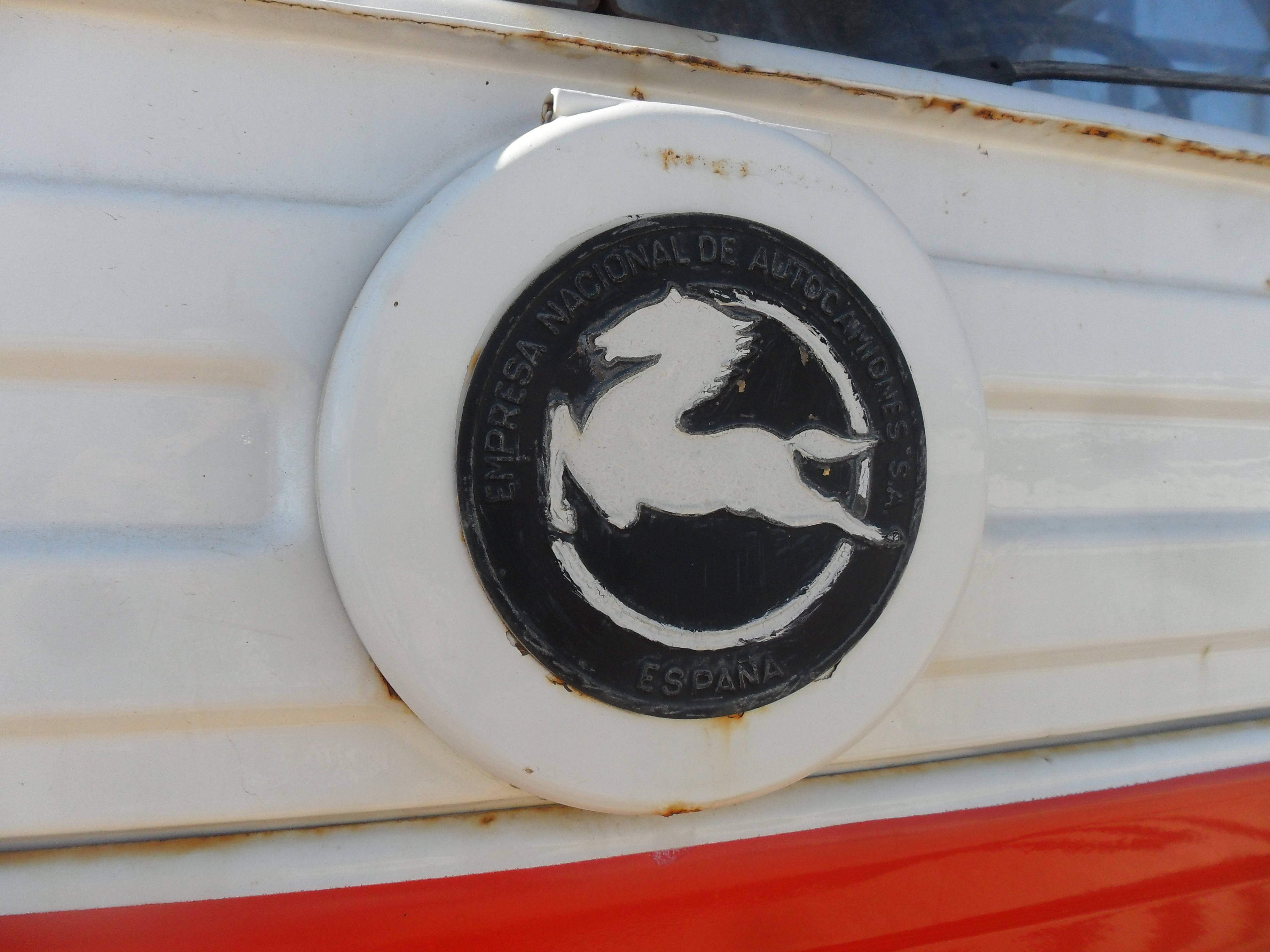

ペガソ（Pegaso 、スペイン語でペガサスの意）はかつて存在したスペインの自動車メーカー、エナサ（Enasa）のブランドである。

## 概要

### エナサ創業
1910年にスペインの名門自動車会社であったイスパノ・スイサの生産拠点を継承して創業した。その後第一次世界大戦を経て、第二次世界大戦後にも半国営の商用車メーカーとして存在していた。

### ペガソブランドで高級スポーツカー生産

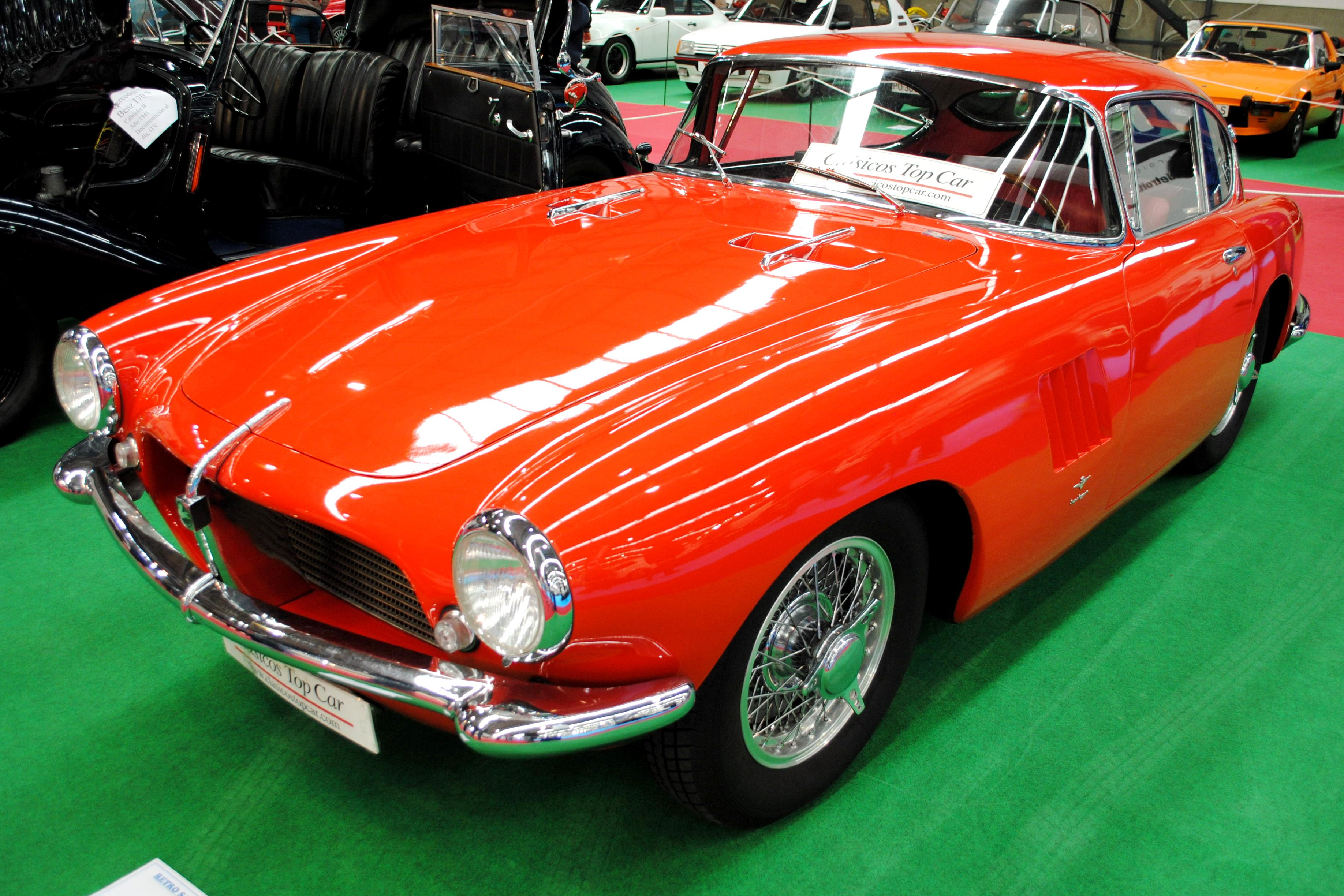
ペガソZ103ソーティック

1946年に、地元バルセロナ出身でアルファロメオに在籍していた技術者、ウィルフレード・リカルト（英語版）が帰国、1950年代に超高額かつ名車の誉れ高いスポーツカー「Z-102」（英語版）、「Z-103」などを少数生産し、エナサは高級スポーツカーメーカーとしても知られることになった。
これらのモデルはミッレミリアなどの著名な国際レースで活躍した上に、そのデザインの美しさや希少価値から現在もクラシックカー・コレクターの間で人気が高く、後にコレクターズアイテムとして高額で取引されるほか、1990年代には当時の姿のまま再生産されることになる。
1976年、世界一周旅行を計画していたスペイン人の若者らに対し、宣伝のためペガソのトラックを使うという条件でスポンサーとなった。ペルーに到達した時点で旅行は中断されたが記録用として渡されたカメラにより破壊される前のパルミラなど貴重な映像を残すこととなった。

### 終焉
その後はトラックやバスなどの商用車や、鉄道車両用や産業用ディーゼルエンジンのみを生産していた。末期にはトラックの自社開発をやめオランダのDAFと提携を結びDAFの製品に基づいたトラックを生産していた。その後イタリアのイヴェコ傘下となったが、知名度の低さにより1994年にブランドは廃止され消滅した。

## 関連事項
- カレラ・パナメリカーナ・メヒコ
- ミッレミリア